# Robert Keohane
Robert Keohane (ur. 3 października 1941 w Chicago) - jeden z głównych przedstawicieli amerykańskiego neoliberalizmu, profesor nauk politycznych.
Profesor stosunków międzynarodowych Princeton University.
Wraz z Josepem Nye opracowali Teorię kompleksowej współzależności w stosunkach międzynarodowych. Jest współautorem (wraz z Josepem Nye) książki Power and Independence: World Politics in Transition.
Był redaktorem czasopisma International Organization.